# Reino de Lindsey
El Reino de Lindsey (Lindisfaran rīce) es uno de los reinos tradicionales de la llamada Heptarquía anglosajona, aunque no está incluido entre los siete principales. Sin embargo, por tamaño e importancia política está al mismo nivel que otros reinos como Essex o Sussex. Tradicionalmente, estuvo en disputa entre Northumbria y Mercia, y fue incorporado a este último a finales del siglo VII.

## Denominación del Reino de Lindsey
El nombre de Lindsey proviene de su capital, la actual Lincoln, fundada por los romanos como Colonia Domitiana Lindensium (Lindum Colonia o simplemente Lindum). A lo largo del tiempo tal denominación va derivando a los distintos idiomas presentes en la isla, así en britónico tardío la ciudad pasa a conocerse como Lindon y la región en torno a ella como Lindēs, y los habitantes de tal territorio como Lindenses, la forma habitual latina de referirse a los pueblos.
La Historia Brittonum del 829/30, escrita en cambro-latín (latín mezclado con idioma galés) en Gales del Norte hace referencia al territorio de Lindsey en el año 500, denominándolo in regione Linnuis; es probable que del britónico tome la denominación referida a la región Lindes y con transformaciones habituales, nd- > -nn y -ē- se diptonguiza en -ui-, lo que da como resultado el sufijo habitual galés para referirse a “nombres de tribu o pueblo” en -wys [Lindēs (britónico) > *Linnēs (galés arcaico)> Linnuis/Linnwys (galés antiguo)].
En las fuentes anglosajonas tenemos dos formas de referirse al reino de Lindsey que reflejan dos sufijos diferentes del inglés antiguo (Ænglisc): Lindissi (también Lindesse, en Beda y los primeros manuscritos de la Anglo-Saxon Chronicle) y Lindesig (encontrado en la Life of King Alfred de Asser del siglo IX y manuscritos más tardíos de las ASC, que es la raíz del actual Lindsey). Del mismo modo el nombre tribal de los anglos del reino que encontramos en el Tribal Hidage, en anglo-latín Lindisfari, en inglés antiguo Lindisfaran o Lindisware, con la raíz britónica más los sufijos anglosajones –faran (los que vienen de), y –ware (la gente de), que tendrían el mismo significado referido a Lincoln.
La presencia de tales nombres en britónico y galés antiguo, es un argumento lingüístico para presuponer, que antes de la llegada de los anglos al territorio preexistía una estructura social-administrativa o tribal centrada en Lincoln, de la cual tomó el nombre, a diferencia del resto de los reinos anglosajones del sur de Inglaterra (exceptuando Kent) que se conocieron por sus propios nombres de procedencia anglosajona. Y no solo se restringe a Lincoln, ya que la frase completa in regione Linnuis, hace referencia a todo el territorio que tomará importancia por ser uno de los principales escenarios de los primeros enfrentamientos entre britanos y anglosajones, hacia el año 500.

## Formación del reino anglosajón de Lindsey
La situación de Lindsey al este de Gran Bretaña y al sur del estuario del Humber permite afirmar que fue uno de los primeros territorios a los que llegaron los anglos en su gran migración del siglo VI. Así como el valle del Támesis fue la vía principal de entrada de los sajones al Inglaterra, el valle del Humber-Trent-Ouse fue la homóloga de los anglos. Al norte del estuario se encontraban los anglos laeti de Dewyr (posteriormente Deira) que darían lugar a uno de los núcleos del Reino de Northumbria, entre el Trent y el Ouse los Iclingas serían el embrión del Reino de Mercia y al sur del estuario se formaría el Reino de Lindsey.
La Historia Brittonum afirma que, en algún momento alrededor de 500, cuatro batallas se libraron por Arturo contra los anglos en Linnuis Región en un río llamado Dubglas, "azul-negro (agua)" (no identificables, pero tal vez un nombre alternativo para el Witham), en sí mismo, no es inverosímil, sabemos por la arqueología de la región que Lincolnshire vio una importante inmigración anglosajona en este periodo. El problema clave es que, si bien, no hay ninguna razón para dudar de la autenticidad de Linnuis como nombre y por tanto, de las implicaciones que conlleva para la existencia de un territorio británico de Lindes, hay razones para dudar de la historicidad de la narración. En la Historia Brittonum algunas de las batallas no tienen lugar obvio en el mundo real y parecen haber sido inventadas, otras pertenecen a la tradición mítica artúrica y por último otras parecen ser reales conflictos que se libraron por otros líderes y que pudieron ser libremente utilizadas y re-atribuidas a Arturo. Las batallas desarrolladas en Lindsey pueden ser colocadas dentro de la última categoría, que a su vez sugiere que se basan en el vago recuerdo de batallas reales en Linnuis Regione cuyos vencedores originales y probablemente también los detalles estaban oscurecidos o se han perdido ya en el siglo IX. Aunque no hay ninguna constatación histórica, no hay ninguna razón para creer que las batallas en Linnuis fueron invenciones espontáneas, ni para considerar que se han prestado de la mitología artúrica a la historia
En Lincolnshire, hay evidencias arqueológicas de asentamientos significativos de inmigrantes anglosajones desde la segunda mitad del siglo V en adelante; se concentran inicialmente en una serie de grandes necrópolis, como la Cleatham que contiene 1528 incineraciones. Sin embargo, estas necrópolis de incineración no se encuentran en Lincoln mismo y de hecho forman un “anillo” que encierra un vasto territorio en torno a la ciudad, con la necrópolis más cercana en Loveden Hill a diecisiete millas al sur y la de Cleatham a diecinueve millas al norte. Como Leahy ha argumentado la única hipótesis plausible es que tal situación refleja la existencia de una autoridad britana de Lincoln, que siguió controlando la ciudad y una importante superficie en torno a lo largo de todo el siglo V y en la de principios del siglo VI, y que fue además capaz de controlar el asentamiento de inmigrantes germanos en los bordes de este territorio. Por otra parte, si tenemos en cuenta la distribución de los cementerios de inhumación parecen apoyar la idea de que el equilibrio de poder en el Lindes britano cambió a manos germanas durante el curso del siglo VI. No hay tales indicaciones de evasión deliberada en la zona de Lincoln de los cementerios con inhumaciones que posteriormente sustituyen a estas necrópolis de incineración. Esto ciertamente podría ser tomado como indicativo de que el control del país se había desplazado, aunque hay que recordar que estos cementerios inhumación son a menudo muy pequeños y las pruebas de una presencia anglosajona dentro de la propia ciudad o en su zona de influencia inmediata sigue siendo muy escasas a lo largo de todo el periodo pagano.

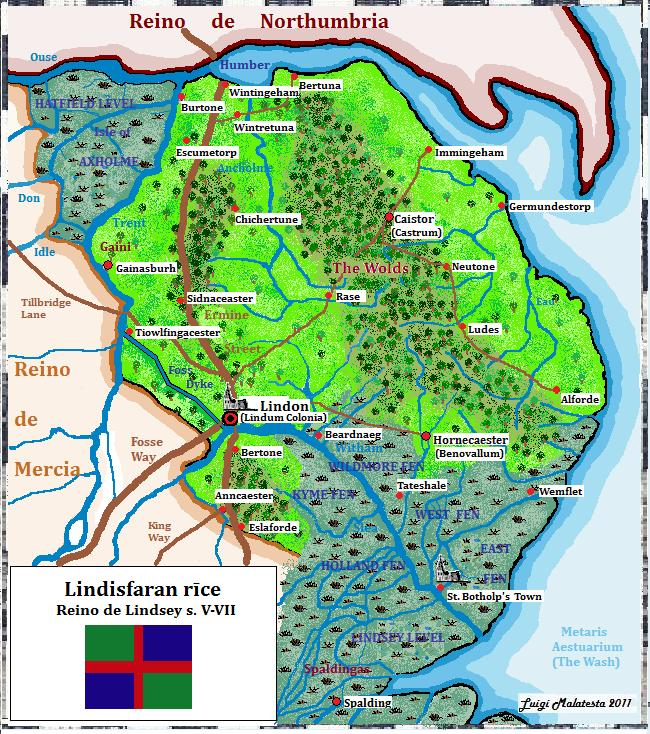
Mapa del Reino de Lindesey. Siglos V-VII

Por lo tanto tras la retirada de los romanos de la Flavia Cesarensis, una de las cuatro provincias de Britania de la cual Lindum era la capital, el país fue gobernado por líderes britanos locales, y parece haber sido especialmente próspera a finales del siglo IV. En algún momento a mediados o final del siglo V las partes periféricas del país fueron colonizadas por inmigrantes anglosajones, muy posiblemente como parte de una estrategia deliberada de defensa. Cualquiera que sea el caso, parece verosímil que los dirigentes británicos con base en el Lincoln en este período fueron capaces de ejercer un cierto grado de control político no solo en la proximidad inmediata de Lincoln, sino también las regiones periféricas donde se establecieron estos anglosajones. El poder y la influencia de los britanos parece haberse deteriorado a partir del siglo VI, de hecho, el hallazgo de yacimientos con penannular brooches de tipo anglosajón indica que en algún momento en el siglo VI estas elites britanas podrían haber adoptado la cultura de los inmigrantes o que el poder en Lindsey había pasado a manos de los anglos. Beda en su Historia Eclesiástica indica que hubo un anglosajón (Blæcca) en el control de Lincoln a principios del siglo VII.
Varios nombres de las genealogías reales tienen origen britónico, lo que sugiere matrimonios mixtos entre los británicos y anglosajones incluso en las clases gobernantes, estos matrimonios pueden indicar que el acceso al poder de los anglos fue relativamente pacífico, o al menos no del todo violento. Esta interpretación se ve corroborada por el propio nombre del reino Lindissi / Lindesig, continuación de la denominación britónica anterior. También es muy posible que el cristianismo celta fue tolerado por los nuevos gobernantes. Por otra parte, las elites locales británicas en la periferia bien podría haberse aculturados y "convertirse en" anglosajones con el fin de proteger su propia situación.

## Geografía y población
Aunque los límites del antiguo reino no se conocen con exactitud, al menos controlaba los actuales 5 distritos del norte de Lincolnshire: Lincoln, East y West Lindsey, North y North East Lincolnshire, y probablemente se extendiera al de Boston y a North Kesteven. De los antiguas parts del condado (Lindsey, Kesteven y Holland), el reino legó el nombre a una de ellas, la más septentrional.
El sufijo -ey proviene del anglosajón "isla", Lindsey tendría el significado de "la isla de Lindum", porque el territorio estaba rodeado completamente por agua. La fachada oeste daba directamente al Mar del Norte (Mare Germanicum), mientras la norte llegaba hasta el estuario del Humber y la sur al Wash (Metaris Æstuarium). La frontera este que miraba hacia Inglaterra, estaba separada de ella por el río Witham que nace en las colinas al sur de Lincoln cerca de Grantham y desemboca en el Wash, desde Lincoln a Torksey (en la ribera del Trent) los romanos construyeron el canal del Foss Dyke de 18 km a principios del siglo II, que al unir el Witham con el Trent cerraba el anillo en la confluencia del este último con el río Ouse para formar el Humber. Además de estos ríos, las marismas que los rodeaban (actualmente es su mayor parte drenadas) hacían de barrera natural con lo que aislaban y defendían el reino, así al norte entre el Trent y el Ouse y sus afluentes el Idle y Don se encontraban la marisma de la Isla de Axholme y la de Hartfield Level. Al sur en torno al río Witham se extendían toda una serie de marismas que llegaban hasta el Wash: Wildmore Fen, East Fen, West Fen, Holland Fen, Wyberton Fen, etc. y más al sur uniéndose a The Fens de Estanglia, estaban el Lindsey Level y el Deeping Level. Este conjunto de humedales y tierras baldías son los que dieron al carácter aislado al reino y seguramente lo que permitió que Lindsey gozara por más tiempo de su independencia frente a sus vecinos más potentes como Mercia y Northumbria.
El relieve de Lindsey es suave, solo como una columna vertebral recorre de norte a sur una serie de colinas calcáreas de entre 100 y 150 metros de altura, son los Lincolnshire Wolds o simplemente The Wolds, en los que el país alcanza su mayor altura, en el Wolds Top de 168 metros. A partir de esta baja cadena de colinas el terreno desciende al este hacia la costa del Mar del Norte y al sudoeste hacia las marismas del valle de Witham. Los Wolds eran una zona boscosa ideal para el asentamiento de los anglos, que preferían vivir en granjas familiares, con construcciones en madera y dedicadas a la ganadería, silvicultura y pequeñas explotaciones agrícolas, por ello en esta zona es lugar donde se encuentran mayor número de pequeños cementerios de la época anglosajona temprana.
El asentamiento de los anglos en Lindsey fue muy temprano, hacia mediados del siglo V o incluso antes, sin embargo no ocuparon las ciudades que seguían gobernadas por autoridades locales britanorromanas, lo que sugiere una convivencia pacífica entre ambos pueblos llegando posteriormente al establecimiento de matrimonios mixtos. Dos localidades de Lincolnshire, Winteringham y Winterton, situadas en la ribera sur del Humber, llamadas probablemente así por el epónimo de los reyes de Lindsey, el rey Winta, indica el lugar inicial de asentamiento anglo en la zona. Winteringham, que parece haber estado formado por dos asentamientos, se localizaba exactamente en la Ermine Street, en el lugar donde la vía romana cruzaba el Humber con un transbordador hasta Brough en la orilla norte del estuario.
Desde el periodo romano, Lindsey había disfrutado de una situación privilegiada, era un territorio cerrado por las marismas y el mar, por lo que gozaba de una fácil defensa y a la vez estaba bien comunicado. Lindum estaba situada en la confluencia de dos importantes vías romanas, la Ermine Street de Londinium a Eboracum (Londres-York) y la Fosse Way proveniente de Isca Dumnoniorum (Exeter). Por vía fluvial, Lindum se localizaba en la mitad el trayecto entre Erboracum (York) y Duroliponte (Cambridge), a través de los ríos Ouse, Trent, Whitam, Gran Ouse y Cam, en Lindsey estaban los dos principales canales, el Foss Dyke que comunicaba Trent y Witham; y el Car Dyke que unía el Witham con los Fens. Por esta doble situación de bien defendida y comunicada, Lindum había sido elegida por los romanos como capital de la provincia de la Flavia Cesarensis, y en el bajo Imperio se había convertido en el centro administrativo del lituus saxonicus, a pesar de no ser un puerto. Desde Lindum se controlaban y entrenaban las guarniciones de los puertos fortificados de britania, lo que explica la abundante presencia de fuertes romanos en torno a la ciudad, estos fuertes se convertirían posteriormente en fortificaciones de los anglosajones de Lindsey: Castrum (Caistor), Benovallum (Hyrnecaestre, Horncastle), Causennis (Annacaester, Ancaster), Luda (Ludes, Louth), Sidnacaester (Stow), Drurobrivis (Tattershall), Vainona (Wemflet, Wainfleet), etc.

## Historia
Existen muy pocos datos históricos sobre el Reino de Lindsey, el periodo pagano de la Heptarquía está pobremente documentado en todos los reinos anglosajones y Lindsey tiene el problema que casi toda su historia independiente se circunscribe a este periodo, por otro lado en Lindsey los vikingos establecieron una de sus bases principales en la Gran Bretaña, por lo que el estrato danés se superpone en muchos casos al anglosajón. Sin embargo son destacables dos hechos sobre la importancia de Lindsey en la primera fase del periodo anglosajón: la mitad del territorio de Lindsey eran tierras inhabitables, pero el resto estaba densamente poblada, en el Tribal Hidage del reino de Mercia se le atribuyen 7000 hides, los mismos que a territorios mucho más grandes como Essex o Sussex y los restos arqueológicos muestran una densa población asentada en el reino, en algunas zonas como los Wolds, mayor que en la actualidad. El segundo hecho es la transmisión de una lista real del mismo rango de sus vecinos Estanglia, Mercia, Deira y Bernicia. Según la mitología anglosajona, Wōden (identificado con Odín) rey de los Anglos fue el predecesor de todas las dinastías reinantes en la Inglaterra germánica, Winta sería uno de ellos, desde Winta en adelante tenemos los nombres de los reyes de Lindsey que supuestamente son descendientes directos (padre-hijo): Cretta, Cuelgils, Caedbaed, Bubba, Beda, Biscop, Eanferð, Eatta y Aldfrið. No podemos datar con seguridad sus reinados ni tan siquiera podemos corroborar históricamente la existencia de ninguno de estos gobernantes, aunque arqueológicamente podemos avalar la presencia y dominio de los anglosajones en Lindsey. El historiador Frank Stenton explica que esta falta de datos sobre Lindsey se debe a su aislamiento, sus vecinos anglos de Mercia y Northumbria son conocidos en aquella época por sus hechos bélicos contra los britanos y galeses del oeste o contra los pictos del norte, sin embargo Lindsey se encontraba rodeada de reinos anglos sin posibilidad de expansión por lo que su historia transcurre oscura, tranquila y por tanto sin referencias históricas.
Etelfrido de Bernicia obtuvo el control del reino vecino de Deira, por lo que Edwin de Deira tuvo que exiliarse y fue acogido en la corte de Redvaldo de Estanglia. El rey de Northumbria (Bernicia y Deira unidas) ofreció al rey de Estanglia una gran suma de dinero por la muerte de Edwin, pero Redvaldo se negó. La negativa de Estanglia de entregar al huésped provocó la guerra entre ambos reinos en el 616, que se enfrentaron en el territorio intermedio, en Lindsey, en la batalla del río Idle y terminó con la derrota y muerte de Etelfrido y las restauración de Edwin no solo en Deira sino también en Bernicia. Redvaldo de Estanglia se convertía en el rey más poderoso, en Bretwalda y por lo tanto Lindsey pasaba a su esfera de influencia. A la muerte de Redvaldo en el 625, le sucede en el dominio su protegido Edwin de Deria, y Lindsey cae, al menos nominalmente, bajo la hegemonía del reino del norte. Se puede ver cierta relación de los nombres de la lista real de Lindsey con algunos reyes de Deira: Eðelfrið, Eanferð, Eatta y Aldfrið son nombres claramente anglos y parecidos a los de la dinastía deirana, por ello algunos autores los sitúan hacia comienzos del siglo VII, cuando los asentamientos anglos se habrían superpuesto ya a las elites locales britanas.
En el 628 Lindsey se convierte al cristianismo, lo más probable por la influencia del rey de Northumbria, o al menos la nueva religión se introduce en el reino, ya que la existencia de una diócesis en Lincoln no llegaría hasta 60 años más tarde. Beda recoge la conversión de Lindsey en su Ecclesiastical History:

Paulino también predicó la palabra en la provincia de Lindsey, que es el primera en el lado sur del río Humber, y se extiende hasta el mar: su primera conversión fue la del gobernador de la ciudad de Lincoln, cuyo nombre era Blecca, con toda su familia. Él mismo construyó también, en esa ciudad, una iglesia de piedra de hermosa mano de obra, el techo de la cual está ya caído, sea por la edad, o o porque ha sido derribado por los enemigos, las paredes están todavía en pie, y cada año curas milagrosas ocurren en ese lugar, en beneficio de aquellos que tienen fe para buscarlas. En esa iglesia, tras la muerte de Justus, Paulino consagró obispo a Honorio en su lugar
Beda. Ecclesiastical History of the English Nation, Book II, Chapter XVI.

Stenton sugiere que el Blecca (o Blæcca), que nombra Beda, podría tratarse de Biscop que adopta el título de bishop (obispo) y por lo tanto datar su reinado en la misión de Paulino en Lindsey del 628. Sin embargo, como Sarah Foot apunta, Biscop es un nombre perfectamente normal, y no tiene por qué buscarse un origen externo, y a pesar de que en Lincoln se nombró Obispo de Canterbury a Honorio, no era una sede episcopal.
Hacia la década de los 620 y los 630 Mercia iba a surgir como la rival de Northumbria por la hegemonía de los reinos anglosajones. Durante este periodo Lindsey, que era uno de los territorios en disputa entre ambos reinos, fue cambiando de amos dependiendo de las victorias de unos y otros. Penda de Mercia, aliado de los galeses de Gwynedd, el 12 de octubre del 633 en Hatfield Chase cerca de Doncaster (Yorkshire), derrotó a los northumbrios dirigidos por su rey Edwin que muere en la batalla (también mueren sus dos hijos Osfrith y Eadfrith). Northumbria se divide de nuevo en Bernicia y Deira, y pierde el dominio de los reinos al sur del Humber. El nuevo rey de Bernicia, Oswald, consigue detener a los galeses en la batalla de Heavenfield y vuelve hacia el sur, reconquistando Deira y posiblemente Lindsey. Penda una vez consolidado su poder en la propia Mercia y en los reinos anglos del sur, se enfrenta en el 642 a Oswald. En la batalla de Maserfield los northumbrios son de nuevo derrotados, el reino dividido y los territorios del sur (Lindsey entre ellos) vuelven a Mercia. Oswiu de Bernicia (hermano de Oswald) se mantuvo bajo el dominio de Mercia, hasta que en el 655, aliado con el propio hijo de Penda, Peada, lo derrotó y mató en la batalla de Winwaed y devolvió al reino de Northumbria la hegemonía sobre los reinos anglos. Dividió Mercia en dos territorios, incorporando la zona norte (Lindsey incluido) a su propio reino y dejando el sur para Peada. El control de Mercia no duró mucho, según Beda en el 658, tres nobles mercianos: Immin, Eafa y Eadbert, se rebelaron contra los northumbrios y elevaron al trono a Wulfhere (hijo de Penda) al cual habían escondido. Higham sugiere que la revuelta merciana se dio cuando Oswiu estaba ocupado luchando contra los pictos en el norte.
Lo más probable es que Lindsey también estuviera entre los territorios desligados de Northumbria y unidos a Mercia, porque en el 669 cuando Chad de Mercia inaugura la sede episcopal de Lichfield adopta el título de "Obispo Mercia y Lindsey" y Wulhere donó 5 hides de tierra en algún lugar de Lindsey, referido por Beda como Ad Barwae, probablemente Barrow upon Humber, localidad en cuyas excavaciones de St Peter's Church se han encontrado restos de un monasterio anglosajón de edad tardía. También por Beda sabemos que en el 678 se instauró el Obispado de Lindsey:

...Con ellos, Edhed fue también ordenado obispo en la provincia de Lindsey, cuyo rey Egfrid había sido sometido y vencido por Wulfhere; y fue el primer obispo propio que tuvo esta provincia; el segundo fue Ethelwin; el tercero Edgar; el cuarto Cynebert, el cual está en el presente.
Beda. Ecclesiastical History of the English Nation, Book IV, Chapter XII.

Precisamente apoyándose en esta cita, algunos autores datan el reinado del último rey de la lista de Lindsey, en el caso de que el Alfrith de la lista fuera el mismo Egfrid de Beda, aunque algunos autores piensan que este último podría ser también Alchfrith, hermano de Oswiu y sub-rey en Deira. Tampoco se sabe bien donde se situaba la sede, ya que era simplemente conocido como Obispo de Lindsey, primeramente se pensó que estaba en Sidnacester/Syddensis (Stow) pero otras fuentes la sitúan en Caistor, Louth o Horncastle, sin embargo recientes estudios afirman que la sede fue establecida en la propia Lincoln. La expulsón del primer obispo podría deberse a sus simpátias con Northumbria, de hecho es trasladado a Ripon en el reino del norte en una sede creada expresamente para él.
A partir del 680, Lindsey se convierte en una provincia más de Mercia, y no es nombrada ya más por las fuentes antiguas hasta la llegada de los vikingos daneses. La situación de Lindsey en el costa del Mar del Norte la hacían muy vulnerable a los raids vikingos, y de hecho fue uno de los lugares con mayor número de asentamientos daneses de Inglaterra, como demuestra la abundancia de topónimos nórdicos que legaron. Lincoln se convirtió en uno de Los cinco burgos de Danelaw y controlaba además del antiguo Reino de Lindsey, los distritos de Kesteven y Holland, que juntos constituyen actualmente el condado de Lincolnshire. Ethelfleda, señora de Mercia e hija de Alfredo el Grande de Wessex reconquistó para el reino anglosajón en el 918, Lincoln y su territorio.

## Reyes y obispos de Lindsey
| Rey                         | Datación | Notas                  |
| --------------------------- | -------- | ---------------------- |
| Dinastía de los WINTARINGAS |          |                        |
| Winta                       | h. 500   | Epónimo de la dinastía |
| Cretta                      | h.520    |                        |
| Cuelgils                    | h.530    |                        |
| Caedbaed                    | h.560    |                        |
| Bubba                       | h.580    |                        |
| Beda                        | h.590    |                        |
| Ethelfrith                  | h.600    |                        |
| Biscop                      | h.620    | Blæcca?                |
| Eanferth                    | h. 640   |                        |
| Eatta                       | h.650    |                        |
| Alfrith                     | h.670    | Egfrid?                |

| 678-h.679                                                              | Eadhæd                                                    | Expulsado. Pasa a ser Obispo de Ripon. Eadhedus, Eadheath, Eadhaed |
| 'h. 680 - 692?                                                         | Æthelwine                                                 | Ethelwine, Elwin                                                   |
| 693?- h.716/731                                                        | Edgar                                                     | Eadgar                                                             |
| c.716/731-731                                                          | Cyneberht                                                 | Embercus, Kinebertus                                               |
| 733-750                                                                | Alwig                                                     | Alwigh                                                             |
| 750-765                                                                | Ealdwulf                                                  | Aldwulf or Eadulphus                                               |
| c.765/767-796                                                          | Ceolwulf                                                  | Ceolulfus                                                          |
| 796-h.836/839                                                          | Eadwulf                                                   |                                                                    |
| h.836/839-h.862/866                                                    | Beorhtred                                                 |                                                                    |
| c.862/866-h.869                                                        | Eadbald                                                   |                                                                    |
| c.866/869-875                                                          | Burgheard or Eadberht                                     |                                                                    |
| 875-953                                                                | Sin obispos durante la invasiones de los vikingos daneses | Sin obispos durante la invasiones de los vikingos daneses          |
| before 953-h.c.971/975                                                 | Leofwine                                                  | También Obispos de Dorchester en 971                               |
| 996-1004                                                               | Sigeferth                                                 |                                                                    |
| 1009-1001                                                              | (? Ælfstan)                                               |                                                                    |
| a principios del siglo XI la sede de Lindsey se une a la de Dorchester |                                                           |                                                                    |